# ミュージック・メイカーズ (エルガー)
『ミュージック・メイカーズ』（The Music Makers）作品69は、エドワード・エルガーが作曲したコントラルトまたはメゾソプラノと合唱、管弦楽のための作品。「我が友ニコラス・キルバーン」へ献呈された。初演は1912年10月1日に作曲者自身の指揮、マリエル・フォスターの独唱により、バーミンガム・トリエンナーレ音楽祭で行われた。
テクストはアーサー・オショーネシーの『Ode』（1874年）から採られており、曲には詩の全文が用いられている。作曲は委嘱を受ける以前の1903年から断続的に行われていた。

## 楽曲構成
夢見る芸術家を讃えた詩文がエルガーの琴線に触れたことは疑いがない。1912年までにはイギリスの芸術界の一員となっていたエルガーであったが、よく見ても彼がこの社会に抱いていた感情は曖昧なものであった。『Ode』は冒頭より創造的な芸術家の孤独を描いており、その雰囲気は明確である。
We are the music makers,

 And we are the dreamers of dreams,

Wandering by lone sea-breakers,

 And sitting by desolate streams...
我らは音楽を紡ぐ者

　そして我らは夢を紡ぐ者

ひとたび波が打ち寄せれば放浪し

　寂れた小川の淵に腰を下ろす...
後の節では所属する社会における芸術家の重要性が讃えられる。
音楽は大部分が内気で私的な雰囲気に彩られており、エルガーの複数の過去作品からの引用が行われている。引用の「入り」の部分には言葉が引き金となっているものもある。例えば、「dreams」という歌詞は『ゲロンティアスの夢』の主題を伴って現れ、「sea-breakers」は『海の絵』の冒頭によっている。他にも交響曲第1番、第2番やヴァイオリン協奏曲、『エニグマ変奏曲』の「ニムロッド」（第9変奏）、さらには『ルール・ブリタニア』や『ラ・マルセイエーズ』も引用される。
しかしながら、引用過多ということは決してなく、曲の大半は新たに創作されたものとなっている。また、エルガーはオショーネシーに多大な敬意を払っており、合唱と独唱の音色には優れた感覚を示している。

## 評価
曲は1912年のバーミンガム・トリエンナーレ音楽祭からの委嘱を受け、同音楽祭で初演された。当初、この作品への批判は音楽よりも詩へ向けられたものが多かったが、卑俗、内省的であるとして誹りも受けた。この作品のを耳にする頻度、とりわけイングランド国外での演奏機会は多いとは言い難い。自作からの引用はリヒャルト・シュトラウスの『英雄の生涯』を想起させるものである。しかし、込められた意図は異なっており、エルガーは芸術家を英雄ではなく詩人として描いている。